# Setabis mesembrina
Setabis mesembrina är en fjärilsart som beskrevs av Hayward 1949. Setabis mesembrina ingår i släktet Setabis och familjen Riodinidae. Inga underarter finns listade i Catalogue of Life.